# Grischa Barfuss
Grischa Barfuss (eigentlich Hermann Barfuß, * 1. März 1917 in Wilna, Litauen; † 28. November 1995 in Düsseldorf) war ein deutscher Schriftsteller und Theaterleiter.

## Leben
Barfuss wurde 1917 in Wilna geboren. Er arbeitete zunächst als Theater- und Musikkritiker und war zwei Jahre Schauspieldirektor am Düsseldorfer Schauspielhaus, danach (1958 bis 1964) Intendant der Wuppertaler Bühnen. Von 1964 bis 1986 war er Generalintendant der Deutschen Oper am Rhein.

## Publikationen
- Mensch und Maske. Bühnen der Stadt Wuppertal 1945 bis 1951. Aussaat, Wuppertal, 1951
- Geburtstagsgruß für unsere Stadthalle. Martini & Grüttefien, Wuppertal, 1956
- Theater und Zeit. Postverlag, Wuppertal, 1957
- G. Barfuss (Hg.): Edmé Boursault – Liebesbriefe der Babet. Kiepenheuer & Witsch, Köln, 1958
- Ministerpräsident Fritz Steinhoff. Staatsbürgerliche Bildungstelle Nordrhein-Westfalen, 1958
- Kussbrevier. Eine kleine Anthologie der Zärtlichkeit. Droste Verlag, Düsseldorf, 1959
- Ein Ballett in Deutschland. Die Compagnie der Deutschen Oper am Rhein. Econ, München, 1982
- Die Deutsche Oper am Rhein 1964–1986. Eine Dokumentation. Hoch, 1986